# デス・オブ・キャプテン・アメリカ
「デス・オブ・キャプテン・アメリカ」（"The Death of Captain America"）は、マーベル・コミック出版、エド・ブルベイカー脚本、スティーブ・エプティング作画による全18号におよぶキャプテン・アメリカのストーリー展開である。『キャプテン・アメリカ』（vol. 5）の第25号から第42号に掲載された。第1話が載った『キャプテン・アメリカ』第25号は、その月で最も売れたコミックとなった。物語はマーベル・ユニバース全体に大きな影響を与え、またミニシリーズ Fallen Son: The Death of Captain America が伴った。

## あらすじ

### デス・オブ・ドリーム
『シビル・ウォー』終了後、キャプテン・アメリカがS.H.I.E.L.D.により裁判所へ連行されていたところ、レッドスカルの刺客が彼を暗殺した。実行犯はクロスボーンズとS.H.I.E.L.D.の精神科医を装ったドクター・ファウスタスの洗脳を受けたシャロン・カーターであった。S.H.I.E.L.D.長官のトニー・スタークとブラック・ウィドウは殺した犯人を追跡し、そしてキャプテン・アメリカの旧友であるファルコンも協力した。一方、バッキー・バーンズはキャプテン・アメリカの死はトニー・スタークのせいであると非難し、彼の殺害を決意した。

### バーデン・オブ・ドリーム
その後バッキーは、トニー・スタークからキャプテン・アメリカが残した手紙を見せてもらい、そして新たなキャプテン・アメリカとなる提案を受ける。バッキーはS.H.I.E.L.D.からの命令を受けない独立したヒーローとして活動できることを条件に、これに同意した。一方でレッドスカルはアレクサンダー・ルーキンの死を偽装し、アメリカ合衆国の経済を混乱に陥れた。S.H.I.E.L.D.にはスパイを忍び込ませてホワイトハウス前に集まったデモ隊を攻撃させた。スカルはさらにシャロン・カーターがスティーヴ・ロジャースの子を妊娠していると知り、誘拐した。

## 単行本

### コレクテッド・ディション
北米では4冊のトレード・ペーパーバックが出版された
- Captain America: The Death of Captain America, Vol. 1 - The Death of the Dream (ISBN 0785124233)
- Captain America: The Death of Captain America, Vol. 2 - The Burden of Dreams (ISBN 0785124241)
- Captain America: The Death of Captain America, Vol. 3 - The Man Who Bought America (ISBN 0785129707)
- Captain America: The Death Of Captain America Omnibus (ISBN 0785138064)

### 日本語版
ヴィレッジブックスより出版されている。
| タイトル                                                  | 収録内容 | 訳者               | 発行日         | ISBN           |
| --------------------------------------------------------- | -------- | ------------------ | -------------- | -------------- |
| デス・オブ・キャプテン・アメリカ:デス・オブ・ドリーム     |          | 秋友克也           | 2011年10月29日 | 978-4863323483 |
| デス・オブ・キャプテン・アメリカ:バーデン・オブ・ドリーム |          | 石川裕人、近藤恭佳 | 2011年11月30日 | 978-4863323513 |

## 評価
スティーヴ・ロジャースの死が描かれた『キャプテン・アメリカ』第25号は2007年3月に29万514部を売り上げ、月間で最高の記録となった。キャプテン・アメリカの死はABCニュースで、ブライアン・ロビンソンズが911及びイラク戦争後の世界と並行していると報じた。